# Portimonense Sporting Clube
Portimonense Sporting Clube je portugalski nogometni klub iz grada Portimãa na portugalskom jugu, iz pokrajine Algarve.
Utemeljen je 14. kolovoza 1914. godine.

## Klupski uspjesi
Sudjelovanje u Kupu UEFA; prvi je klub iz pokrajine Algarve koji je sudjelovao u europskim nogometnim natjecanjima.

## Vanjske poveznice
- Službene stranice nogometnog kluba